# Silvares (Fundão)
Silvares es una freguesia portuguesa del concelho de Fundão, con 20,245 km² de superficie y  habitantes (2001). Su densidad de población es de 50,28 hab/km².